# Patellapis stirlingi
Patellapis stirlingi är en biart som först beskrevs av Cockerell 1910.  Patellapis stirlingi ingår i släktet Patellapis och familjen vägbin. Inga underarter finns listade i Catalogue of Life.

## Bildgalleri

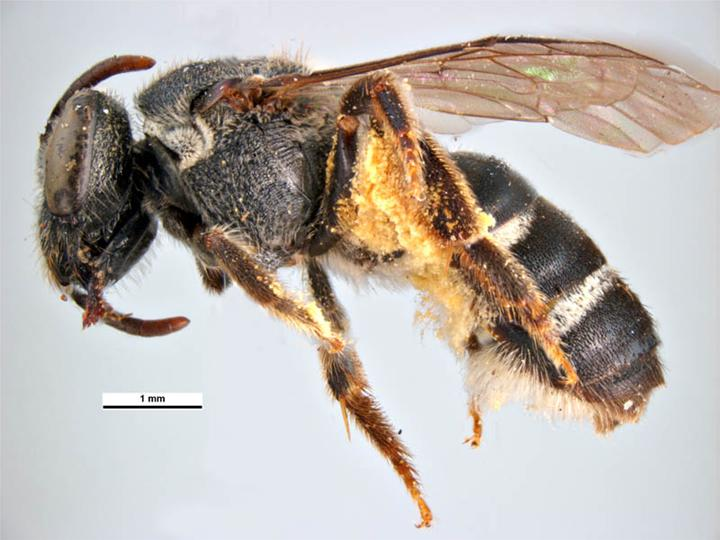
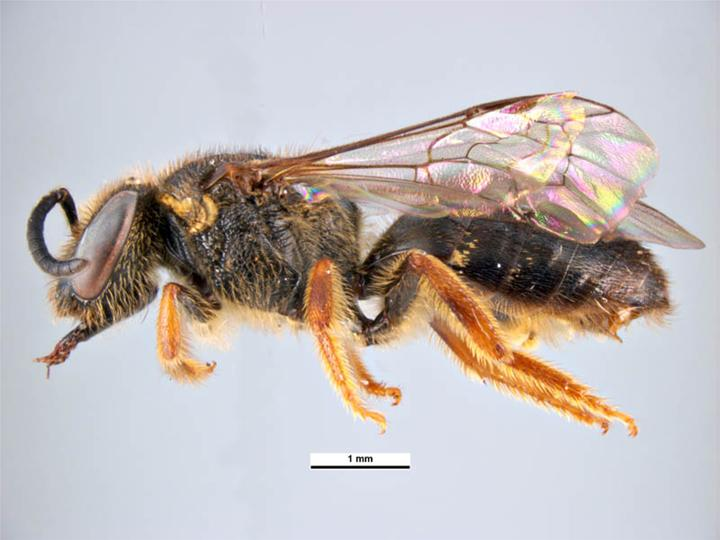